# Centre hospitalier de Lons-le-Saunier
 (décembre 2010).
Si vous disposez d'ouvrages ou d'articles de référence ou si vous connaissez des sites web de qualité traitant du thème abordé ici, merci de compléter l'article en donnant les références utiles à sa vérifiabilité et en les liant à la section « Notes et références ».
Le Centre Hospitalier Jura Sud de Lons-le-Saunier est un centre hospitalier construit autour de l'Hôtel-Dieu de Lons-le-Saunier, dans le Jura, en Franche-Comté.
L'Hôtel-Dieu fut le premier hôpital de Lons, construit en 1735.

## Localisation
Le bâtiment est situé au centre-ville de Lons-le-Saunier. Il est plus précisément situé au numéro 55 de la Rue du Docteur Jean Michel.

## Historique

### L'Hôtel-Dieu de Lons-le-Saunier et son apothicairerie
XVII-XVIIIe s.
L'histoire des hôpitaux de Lons-le-Saunier est ancienne. On peut aisément la faire remonter au XIIe s. Dès cette date, des documents l'attestent, il existait plusieurs bâtiments (maladrerie, léproserie, ...) dont la fonction était de venir en aide aux pauvres. Il ne s'agit pas d'en dresser l'inventaire, ni d'en conter l'histoire, mais plutôt de les considérer comme les ancêtres de l'actuel Hôtel-Dieu. Il convient en fait de s'intéresser aux traces encore visibles dans la ville des structures qui ont fonctionné avant la construction de ce dernier : dès le Moyen-Age, mais surtout au XVIe s, fonctionnait un hôpital, sous les arcades, l'actuelle rue du Commerce, appelé Hôpital des Reliques, parce qu'il abrita, pendant les guerres de conquête, au XVIIe s., les reliques du Saint Patron de la ville : Saint-Désiré. De cet hôpital, incendié en 1637, il subsiste quelques traces dans une cour intérieure. Devenu insuffisant, on lui substitua, en 1689, un autre bâtiment au cœur du faubourg Saint-Désiré à l'emplacement de l'actuelle Banque Nationale de Paris. A cette date, l'hôpital n'accueillait que douze malades et, malgré les agrandissements successifs, il devint insuffisant. C'est la raison pour laquelle, dès la fin du XVIIe s., on cherchait activement un emplacement susceptible d'accueillir ,'le nouvel Hôtel-Dieu". La ville proposa à cet effet un vaste terrain juste en face de l'Hôtel de Ville, récemment construit, baptisé faubourg du Louvatan. Il restait alors à trouver un architecte et de l'argent.
Jean-Pierre GALZOT ayant juste achevé l'Hôtel de Ville et "se trouvant en résidence à Château-Chalon", il fut convié à venir tracer l'épure du nouveau bâtiment. Il s'inspira, car bisontin de naissance, de l'Hôpital Saint-Jacques de Besançon -et il dirigea les travaux avec un autre architecte, Maître Michel. Ces derniers durèrent dix ans car le souci majeur durant cette période fut de trouver de l'argent. On eut, pour ce faire, recours à des solutions originales, en sollicitant les bienfaiteurs, en multipliant les ventes, et en allant même jusqu'à tirer des loteries. Finalement achevé, le bâtiment fut béni le 1er août  cette occasion, une cloche, la plus ancienne de la ville, fut posée dans le petit clocher à six pans rapporté de l'ancien hôpital du faubourg afin qu'il témoignât de la pérennité de la fonction hospitalière à Lons-le-Saunier. Ce n'est pas le seul élément d'architecture intéressant extérieurement, il convient de s'attarder sur les grilles et sur le grand escalier.
Les grilles, qui sont classées Monument Historique, ont été posées entre 1771 et 1778, après avoir été réalisées par deux ferronniers jurassiens, dont un Lédonien. Elles coûtèrent à elles seules une année de budget, raison pour laquelle elles furent posées presque quarante ans après l'inauguration de l'Hôtel-Dieu.
Le grand escalier, lui aussi classé Monument Historique, a été achevé en 1741.
Jean-Pierre GALZOT, dans sa correspondance, considérait que "c'était la pièce la plus difficile à conduire dans tout l'édifice». Effectivement, il mit tout son art à réaliser un escalier qui devait être un escalier d'apparat et non plus un escalier utilitaire tel qu'on les construisait encore à la fin du XVIIe s. L'essentiel de l'œuvre réside en une magistrale voûte à clef pendante, la clef équilibrant à elle seule l'ensemble des forces et des poussées.
L 'apothicairerie
L'apothicairerie de l'Hôtel-Dieu de Lons le Saunier se compose de trois pièces.
L'entrée : ainsi dénommée parce qu'elle donne accès aux autres pièces. Il s'agit de la pièce la plus ancienne, primitivement aménagée dans les locaux de l'Hôpital du Saint-Esprit, et installée en ce lieu après l'inauguration de 1745. Provenant de l'Hôpital du XVIIe s., les boiseries datent donc de 1697. Elles ont cependant été remaniées, notamment au XIXe s. lorsqu'on a fermé la fenêtre ouvrant au Sud et dont l'emplacement est aujourd'hui masqué par un miroir. "L'architecture" des boiseries est caractéristique de cette période, déjà parce qu'elles présentent une multitude de colonnettes jumelées (un peu comme à Louhans en Saône-et-Loire, ou à Baugé, en Maine-et- Loire), et parce que, de bas en haut, l'on passe d'un étage de placards (où étaient conservés les minéraux) à un étage de tiroirs (pour les matières végétales), enfin à un étage de niches · abritant les pots de faïence qui recevaient les substances préparées (sirops, onguents, ... ).
Cette "architecture" correspond en fait à une hiérarchisation des drogues entre elles, typique du XVIIème s. et qui a été partiellement abandonnée au XVIIIème s.
La collection de pots de faïence est intéressante parce qu'elle est diverse. Son décor est caractéristique d'une production faïencière régionale de type nivernais, avec un décor de ramages camaïeu. Mais, à deux reprises, un décor méditerranéen peut surprendre, notamment sur une chevrette de la fin du XVIIème s. Elle prouve, par son caractère isolé, que les pots de la pièce ne sont pas toujours le fait d'une commande, mais qu'ils ont pu être rapportés de'!marchés aux drogues', tels qu'il sien tenait à Lyon ou Genève et où la Supérieure se rendait parfois pour "faire ses emplettes'. Enfin, deux magnifiques pots "à piédouche" ont une origine polinoise attestée. Tous ces pots sont des faïences dites "de grand feu", c'est-à-dire ayant été cuites une seule fois et à très haute température, ce qui a limité la palette des couleurs au bleu, à l'ocre et au vert. Il convient également de s'attarder sur le vocabulaire spécifique à ces faïences. A chaque forme de pot correspond un nom bien particulier : la chevrette possède anse et bec verseur et abritait les sirops et les liquides. Le pot canon, dérivé de l'albarello, conservait les onguents. Le pilulier accueillait, comme son nom l'indique, les pilules enrobées et quelquefois les poudres. Il se distingue par sa petite taille.
Autres pièces de choix dans l'entrée : deux jolies statuettes, en bois de noyer, figurant Saint-Côme et Saint-Damien, patrons des médecins et des pharmaciens (morts martyrs au IIIe s. AP.J.-C.). Certains auteurs lédoniens les faisaient remonter à la construction initiale de la pièce (1697). D'autres, plus prudents, indiquaient qu'elles avaient été réalisées lors de sa restauration, au milieu du XIXe s. Un groupe d'ébénistes allemands ne leur donnerait, quant à lui, que 50 ans ? Que dire ? Voilà qui est délicat et frustrant pour l'historien d'art qui se veut objectif. Quoi qu’il en soit, ces représentations sont les bienvenues en ce lieu.
Le salon : ainsi baptisé parce qu'en son centre se trouve un ensemble mobilier de style Louis XV. Mais en fait, cette pièce avait la fonction de réserve. Aussi est-ce dans ce but que l'on commanda les boiseries de chêne, que l'on voit toujours, en 1753. Elles furent vraisemblablement remaniées au XIXe s. La collection de pots est presque· homogène. Un seul pot, isolé par la forme, bien qu'à piédouche, et par le décor, a pris la place d'un pot de la collection malencontreusement brisé. Ce substitut est une belle faïence de Poligny (Jura) de la fin du XVIIIe s. Le reste a été commandé, dans la 2ème. moitié du XVIIIe s. aux faïenceries de Meillonnas (actuellement dans le département de l'Ain). C'est le décor qui a permis de déterminer l'atelier de production : les ramages camaïeu de fleurettes nouées par un ruban sont caractéristiques de la production des ateliers de Meillonnas à cette période (surtout lorsque, sur le piédouche, on retrouve les fameux faux godrons lyonnais que Meillonnas, bien proche de Lyon, se plut à copier). Certains pots portent des inscriptions bizarres, tels ces "yeux d'écrevisses' (en fait, calculs fabriqués par les organes digestifs qui, pilés, donnaient une poudre blanche utilisée pour purifier le sang), ce "verd de gris", ou encore la "manne en larmes'. A Lons, les pots à Tériaque, fameuse panacée aux 150 composants (dont la chair de vipère et l'opium) sont modestes, preuve que l'on n'avait pas recours à ce faux médicament (car en d'autres endroits le pot à tériaque est soit mis clairement en évidence, soit d'une taille remarquable).
Parmi les décors de la pièce, il faut remarquer deux trumeaux en bois doré, représentations allégoriques, l'un du pharmacien et de la médecine (avec le caducée, les livres, le coq noir ...), l'autre des travaux des champs, voire de Lons-le-Saunier (outils des champs et serpette de vigneron, sorte de mascotte que l'on trouve partout à Lons-le-Saunier, sur les façades, notamment de maisons vigneronnes du XVIIIe s.). A ces décors dorés s'ajoutent deux huiles sur toile. La première, anonyme, que nous avons baptisée "Dame de bienfaisance" représente la visite aux malades au XVIIIe s. : la dame bourgeoise ou noble rend visite aux malades de l'Hôtel-Dieu pour lesquels elle a fait un "bienfait:', c'est-à-dire qu'elle a donné une somme suffisante pour l'entretien d'un nombre de lits déterminé pendant une certaine période. En échange de ce "bien fait aux pauvres", le donateur était assuré de sa rédemption et ses malades priaient quotidiennement pour lui, et à sa mort pour le repos de son âme. Face à cette première toile le portrait d'un grand bienfaiteur de l'Hôtel-Dieu, le Cardinal de Grammont qui légua en 1738, c'est-à-dire à une période où l'argent faisait cruellement défaut en raison de la construction des nouveaux locaux, une somme considérable équivalente à dix-huit mois de budget ! Les très gros bienfaiteurs étaient "représentés en peinture", les autres mentionnés sur "les tables de marbre" encore exposées dans le cloître. Une anecdote à ce sujet : en 1732, Monsieur Roz, à son décès, légua toute sa fortune à l'Hôtel-Dieu (plus d'un an de budget et une maison). Mais le legs était assorti d'une clause stipulant le versement d'une pension viagère à sa veuve. Ceci en 1732. Or en 1789, à la veille de la Révolution Française, Madame Roz figurait toujours sur les registres du receveur. Au total, elle coûta 4 fois plus que le don initial de son époux !
L'expérience porta ses fruits : les directeurs furent désormais plus prudents avant d'accepter un bienfait.
Le mobilier de la pièce est très hétéroclite : un salon Louis XV entoure une table Louis-Philippe, des chaises et tabourets brocardés du XVIIe s. jouxtent une splendide console Louis XVI ! C'est sans doute le style qui avait d'ailleurs été retenu pour la décoration de la pièce, les inventaires pré-révolutionnaires mentionnant déjà cette même console à cet emplacement.
Le laboratoire : il s'agit de la pièce la plus utile et la plus fonctionnelle. En témoigne encore la remarquable cheminée. A nouveau les boiseries en merisier s'imposent pour leur majesté et leur bon goût. Elles furent réalisées, sur mesure, au milieu du XVIIIe s. par un ébéniste lédonien. Face à elles, un corps de meuble du XVIIe s. qui prenait place dans la pharmacie de l'hôpital du Saint-Esprit a été déménagé dans l'entrée en 1745, puis ici au milieu du XIXe s. Ses rayonnages supportent de nombreux poudriers, petits flacons ou verres sur pieds conservant les substances pilées (l'un d'eux contient notamment des feuilles d'argent). Ces pièces datent du XVIIe s. A leurs côtés, quelques étains, dont une gourde poinçonnée 1693. En face, d'autres étains évoquent le travail quotidien à l'Hôtel-Dieu, notamment les fameux clystères, raillés par Molière dans le Malade Imaginaire. Les p1eces en cuivre nous rappellent, quant à elles, le travail du pharmacien : balances ou trébuchets pour les pesées fines, ...
Enfin, dans cette pièce est exposée une partie de la collection de livres andens conservés dans l'apothicairerie. Il s'agit, pour la plupart, d'ouvrages des XVIIe et XVIIIe s., traitant de remèdes ou de maladies et qui témoignent, par leur achat l'année même de leur parution, quelquefois même en souscription, du souci de la Supérieure de se tenir informée des dernières nouveautés médicales.
Les trois pièces, Entrée, Salon et Laboratoire forment un remarquable ensemble, bien conservé, qui évoque à merveille les usages médicaux d'Ancien Régime, voire du XIXe s. De surcroit, l'art y est omniprésent, ce qui contribue à faire de l'apothicairerie de l'Hôtel-Dieu de Lons-le-Saunier l'une des plus belles.
Remarque : dans l'ancien réfectoire des sœurs a été installée en 1982, une autre pharmacie, dite "Oeuvre du Bouillon". Il s'agissait d'une œuvre charitable privée, de Dole, dont le mobilier a été légué à cette date à l'hôpital de Lons par la descendante de la fondatrice de l'œuvre. Là, le décor est beaucoup plus simple : les boiseries furent réalisées en chêne de la forêt de Chaux, les faïences sont issues de petits ateliers, et sont sans valeur. Mais c'est normal. S'agissant d •une œuvre de bienfaisance privée, qui avant de prodiguer des soins médicaux venait surtout en aide aux pauvres en leur apportant un "bouillon", la nécessité esthétique ne se faisait pas sentir et surtout n'était pas même envisagée.

### 1735: L'Hôtel-Dieu, premier hôpital à Lons-le-Saunier
La construction de l'hôpital a été envisagée en 1735. La première pierre fut posée le premier septembre 1735, les travaux de maçonnerie commencèrent au printemps 1736 par les voûtes de magnifiques souterrains. On prit la pierre à Pymont, Messia, Montciel, Mancy. Le reste venait de Frontenay. Pendant les deux premières années, les travaux de maçonnerie ont marché très lentement.
Le grand escalier fut construit entièrement en 1741. En 1742, ce fut l'escalier de la terrasse, celui qui à l'ouest descend du jardin. On voûta aussi la cuisine. Toute la ferronnerie se posait alors, elle venait de Fraisans. La charpente, de Clairvaux et de Bonlieu.
On replaça le clocher qui était sur l'hôpital du faubourg (rue Saint-Désiré) sur le nouvel immeuble. La bénédiction de la maison, de la chapelle et du cimetière adjacent se fit mercredi 1er août 1745.
On ferma la cour de l'hôpital en 1743 par un mur peu élevé en pierres de taille, destiné à recevoir une grille. La grille ne fut posée que 36 ans plus tard. L'argent manquait. En 1779, la grille, ainsi que les rampes du grand escalier et de l'escalier du jardin furent enfin posées.
La dépense pour l'immeuble s'éleva à 78 562 livres, 11 sols, 3 deniers. Au total avec la grille et les rampes : 83 695 livres, 6 sols, 3 deniers.
Le nouvel hôpital comprenait deux grandes salles, l'une pour les femmes, l'autre pour les hommes. Il y avait des chambres d'hôte qui devaient être au rez-de-chaussée, à gauche avant le grand escalier. Il y avait une chapelle, une pharmacie, une cuisine, et des autres salles affectées à des usages divers. Derrière la maison s'étendait un clos et une propriété. C'était une de ces tanneries si nombreuses à Lons-le-Saunier. La tannerie devint en 1769 une buanderie publique puis devint la buanderie de l'hôpital.

### XIXesiècle: l'âge des constructions
Le XIXe et XXe siècles sont pour notre hôpital surtout l'âge des constructeurs. Les deux ailes Nord et Sud, l'une à peu près perpendiculaire à la route de Villeneuve, l'autre aboutissant à la rue Regard, l'aile le long de la route de Villeneuve, la buanderie sont du XIXe siècle.
Après vingt ans d'existence, l'hôpital se révélait déjà insuffisant. Il fallut mettre les paillasses sur les planchers, loger les malades dans la chapelle. Le 25 janvier 1828, on dressa les plans pour la construction d'un nouvel immeuble. Les travaux commencèrent le 11 octobre 1829, la réception définitive se fit le 3 février 1843, un siècle après l'achèvement du grand bâtiment.
Six ans après, on songeait déjà à une nouvelle construction. Les travaux commencèrent en 1865. Ils firent achevés en juillet 1868. Monsieur Regard ayant fait à l'hôpital des dons importants, on donna son nom à la rue où aboutissait l'aile Sud. En 1897, une salle d'opération fut construite. Les opérations se faisaient au premier étage de l'aile Sud, à l'extrémité de la salle Saint-Charles.
Extrait de notes rédigées par le Dr Jean-Michel Bonjean et M. Dominique Brunet.

### XXesiècle: Le pavillon des enfants assistés et le pavillon Pasteur sont construits
Le 26 mai 1923, le pavillon Pasteur fut inauguré.

### 2004 - 2008: construction d'un nouveau bâtiment pour les urgences et le laboratoire
En 2004, dans le cadre de son projet d'établissement prévoyant la restructuration des urgences complètement engorgées, des extensions capacitaires, et la modernisation de son laboratoire, le Centre hospitalier de Lons-le-Saunier a engagé la construction d'un bâtiment de 6 739 m2 sur 4 niveaux, surmonté d'une héli-station en terrasse, et destiné à abriter :
- le service des urgences ;
- le laboratoire ;
- un service de médecine ;
- des locaux d'archive et de stockage.

Les travaux du nouveau bâtiment, livré fin 2008, se sont élevés à 17 millions d'euros.

## Équipement

### Plateau technique
Le Centre Hospitalier Jura Sud de Lons-le-Saunier concentre :
- le plateau technique le plus complet du territoire du Jura Sud, avec notamment :
  - un service de réanimation ;
  - une unité de surveillance continue cardiologique ;
  - une unité de soins intensifs neurovasculaires ;
  - deux IRM et un service de scintigraphie, gérés par deux groupements d'intérêt économique, sont également accessibles pour les patients du Centre hospitalier.
- des unités de spécialités :
  - médicales : gastro-entérologie, pneumologie, cardiologie, neurologie, cancérologie et diabétologie ;
  - chirurgicales : chirurgie viscérale, orthopédie et traumatologie, ophtalmologie, ORL, stomatologie (ces spécialités sont exercées en hospitalisation complète et en ambulatoire et représentent 19 000 séjours) ;
  - une maternité de niveau 2B réalisant 1 100 accouchements ;
  - un service de pédiatrie et une unité de néonatologie ;
  - le service d'urgences de référence du territoire, siège du SAMU 39 (à l'exception de la régulation Centre 15 assurée par le SAMU 25) avec 35 000 entrées en 2016 ;
  - le pôle gériatrique dispose de lits de médecine, de soins de suite, d'une unité de séjour longue durée et d'un établissement d'hébergement pour personnes âgées dépendantes (EHPAD). Des consultations mémoire et un hôpital de jour accueillent les personnes âgées.

### Répartition des lits
- Médecine : 176
- Chirurgie : 92
- Gynéco-obstétrique : 55
- Pédia-néonat : 28
- Réanimation : 8
- Cardio-soins intensifs : 6
- Neuro-soins intensifs : 3
- Hôpital de jour : 9
- SSR : 40
- Centre long séjour : 51
- Maison de retraite (EHPAD) : 109